# ゴドウィン訴訟
ゴドウィン訴訟（ゴドウィンそしょう）は外国人の生活保護に関する訴訟。

## 概要
スリランカ国籍の男性Xが1989年2月に留学生の在留資格で来日して兵庫県神戸市灘区に住んで日本人学校に通っていたが、1990年3月にX（当時28歳）がクモ膜下出血で倒れ、神戸市内の病院で手術を受け、約40日間入院した。治療費は160万円かかったが、Xに支払い能力はなく、東京都にある駐日スリランカ大使館も援助を拒否した。神戸市は医療扶助が可能な生活保護法しかないとして、同法を適用して医療費を全額給付した。1991年7月に厚生省は「生活保護法が準用される外国人は定住者や永住外国人に限られ、神戸市の措置は誤り」として、神戸市に対して医療費のうち生活保護法での国庫負担分である75%分の120万円の支払いを拒否したため、神戸市が全額肩代わりした形となった。この措置に対し、外国人留学生らの救援活動をしている神戸の市民グループが1992年2月に国に対して地方自治法第242条の2（当時）に基づき、国庫負担部分の支払いを神戸市に求める住民訴訟を神戸地裁に起こした。なお、Xは1991年末に離日してスリランカに帰国した。
1995年6月19日に神戸地裁は「緊急治療は生命そのものに対する救済措置なので、国籍や在留資格に関わらず、法律で何らかの措置を講ずることが望ましい」としながら、本訴部分では「国庫負担金を直接代位請求することは地方自治法に掲げる訴訟の対象とはならない。また、予備的に請求された不当利得返還・損害賠償請求の代位行使については出訴期間が過ぎている。」として訴えを却下した。1996年7月12日に大阪高裁は一審判決と同じ理由で控訴を棄却した。1997年6月13日に最高裁も同じ理由で上告を棄却し、原告の住民グループの敗訴が確定した。